# スティル・ザ・ワン
「スティル・ザ・ワン (You're Still the One) 」はカナダのカントリーポップシンガー、シャナイア・トゥエインの楽曲。

## 概要
この楽曲は、彼女の3枚目のアルバムである『カム・オン・オーヴァー』に収録された曲で、同アルバムからの3曲目のシングルとして1998年1月27日にリリースされた。各国の週間シングルチャートではオーストラリアで1位、アメリカ合衆国で2位を記録するなどした（1位はボーイ・イズ・マイン）。